# Damián Lizio
Damián Emmanuel Lizio (ur. 30 czerwca 1989 we Floridzie) – boliwijski piłkarz argentyńskiego pochodzenia występujący na pozycji pomocnika w chilijskim klubie O’Higgins oraz w reprezentacji Boliwii. W trakcie swojej kariery grał także w takich klubach, jak River Plate, Córdoba CF (wyp.), Anorthosis Famagusta, Bolívar, Unión Santa Fe oraz Al-Arabi. Ma za sobą grę w reprezentacji Argentyny do lat 20. Znalazł się w kadrze na Copa América 2015.

## Sukcesy

### River Plate
- Torneo Clausura: 2008

### Bolívar
- Mistrzostwo Boliwii: 2011